# Oryzias celebensis
Oryzias celebensis, o medaka de Célebes, es una especie de pez de agua dulce de la familia adrianictíidos, endémico de los ríos y lagos de la isla de Célebes (Indonesia),

## Importancia para el hombre
Su pesca no tiene interés como alimento y, a pesar de su belleza y pequeño tamaño, son muy difíciles de mantener en cautividad por lo que no son adecuados para acuariología. Se ha empleado esta especie en investigación científica.

## Anatomía
Cuerpo alargado muy pequeño, con una longitud máxima descrita de 4,5 cm.

## Hábitat y biología
Habitan las aguas dulces bentopelágicas tropicales de temperatura entre 22 y 30 °C, de ph más bien alcalino entre 8 y 9; no son migradores.